# Alexander Vercamer
Alexander (Sander) Vercamer (Deinze, 20 januari 1951) is een Belgische CD&V-politicus behorende tot de ACW-vleugel van de partij.

## Politieke familie
Vercamer werd geboren in een politieke familie in Vinkt, sedert 1977 een deelgemeente van Deinze. Zijn grootvader Remi Vercamer (1878-1957) was er schepen van 1944 tot 1952. Diens zoon Roger (1924-1991) en vader van Sander was burgemeester van Vinkt van 1958 tot 1970. Broer Stefaan Vercamer was federaal volksvertegenwoordiger, zijn andere broer Johan was gemeenteraadslid te Deinze. Zijn dochter Blijde was gemeenteraadslid te Destelbergen.

## Loopbaan
- 1969-1970: zelfstandige beroep
- 1972-1976: volmachtdrager Arbeidshof en Arbeidsrechtbank op de rechtskundige dienst ACV Gent
- 1976-1986: docent Sociale Hogeschool KVMW Gent (Arteveldehogeschool)
- 1986-2003: deeltijds lector Arteveldehogeschool
- 1978-1991: medewerker sociale avondschool ACW
- 1985-2018: gedeputeerde Oost-Vlaanderen

Sedert 1981 werd hij telkenmale verkozen in de provinciale raad van Oost-Vlaanderen en werd er gedeputeerde in 1985 in opvolging van Honoré Van Steenberge. Sedert 2006 was hij eerste gedeputeerde en was hij bevoegd voor financiën, interbestuurlijk beleid, landbouw en platteland. Hij was tevens woordvoerder namens de deputatie. Hij was gedeputeerde tot eind november 2018.